# Wikariat Alcobaça - Nazaré
Wikariat Alcobaça - Nazaré − jeden z 17 wikariatów Patriarchatu Lizbony, składający się z 15 parafii:
- Parafia Najświętszego Sakramentu w Alcobaça
- Parafia św. Jakuba w Alcobaça
- Parafia św. Jana Chrzciciela w Alfeizerão
- Parafia św. Grzegorza Wielkiego w Bárrio
- Parafia Matki Bożej Wcielenia w Benedita
- Parafia św. Andrzeja w Cela
- Parafia św. Eufemii w Cós
- Parafia Matki Bożej Zwycięskiej w Famalicão
- Parafia św. Wawrzyńca w Maiorga
- Parafia Matki Bożej Piaskowej w Pederneira
- Parafia św. Marcina w São Martinho do Porto
- Parafia Niepokalanego Poczęcia Najświętszej Maryi Panny w Turquel
- Parafia św. Sebastiana w Valado dos Frades
- Parafia Matki Bożej Nieustającej Pomocy w Vestiaria
- Parafia św. Sebastiana w Vimeiro